# عادله محسنی
عادله محسنی (انگلیسی: Adela Mohseni) فعال حقوق زنان اهل افغانستان است. 

## زندگینامه و تحصیلات
عادله در وردک در افغانستان متولد شد و در سال ۱۹۸۷ در شش سالگی به ایران مهاجرت کرد. محسنی در دانشگاه تبریز و در رشته حقوق قضایی تحصیل کرد.  او فعال حقوق زنان و حقوق بشر اهل افغانستان است که در حال حاضر در لندن، بریتانیا زندگی می‌کند. او به دلیل تعهد بی‌وقفه‌اش به دفاع از حقوق زنان افغان، به چهره‌ای برجسته در جنبش جهانی حقوق زنان تبدیل شده است، به‌ویژه در زمینه‌ی بحران سیاسی افغانستان. پس از مواجهه با چالش‌های فراوان، از جمله رها شدن توسط یک سازمان غیر دولتی کانادایی، به او پناهندگی در بریتانیا اعطا شد، جایی که او به فعالیت‌های خود ادامه می‌دهد. 4

## فعالیت‌ها
عادله محسنی پس از تهاجم ایالات متحده در سال ۲۰۰۱ به افغانستان بازگشته و در سال ۲۰۰۵ در بنیاد آلمانی هاینریش بول در مورد حقوق زنان شروع به کار کرد. فعالیت‌های او شامل تلاش برای افزایش دسترسی زنان به آموزش و مراقبت‌های بهداشتی و همچنین مخالفت با خشونت جنسیتی بود. او همواره زنان و دختران افغان که به دنبال احیای حقوق و خودمختاری خودبودند را حمایت و تشویق کرده. او به دلیل مشارکت در این زمینه‌ها، به عنوان یکی از فعالان مطرح در جامعه زنان افغانستان شناخته می شد. 5 در سال ۲۰۰۷، محسنی به عنوان یک مدیر برنامه در دفتر مرکز بین‌المللی حقوق بشر و توسعه دموکراتیک کابل، یک سازمان غیر دولتی کانادایی کار خود را شروع کرد. حمید صباوری، مدیر دفتر کابل این مرکز، در خصوص عادله محسنی گفته بود "او یک عضو بسیار فعال جامعه مدنی افغانستان است و به زنان افغان برای احیای حقوق‌شان کمک می‌کند" 

## مهاجرت به بریتانیا و پناهندگی
عادله که مدتی برای یک موسسه حقوق بشری کانادایی فعالیت می کرد پس از بسته شدن آن موسسه و عدم دریافت حمایت توسط گروه طالبان تهدید شد. علی‌رغم مشارکت‌های قابل‌توجهش در حقوق زنان، عادله محسنی با چالش‌های زیادی در تلاش برای یافتن امنیت مواجه شد. او در نهایت به عنوان پناهنده در بریتانیا پذیرفته شد و فعالیت‌هایش را در محیطی امن‌تر ادامه می دهد.4 داستان او که توسط رسانه‌های بین‌المللی برجسته شده است، به دشواری‌هایی که مدافعان حقوق بشر در تأمین حمایت و حفاظت با آن مواجه هستند، اشاره دارد. 4
عادله به عنوان یکی از اعضای هیئت مدیره‌ی یک سازمان خیریه مستقر در بریتانیا فعالیت می‌کند. نقش او در این سازمان، مشارکت گسترده‌تر او در ابتکارات اجتماعی و خیریه را برجسته می‌کند، که بر ارائه کمک و حمایت به افرادی که تحت تأثیر درگیری و سرکوب قرار گرفته‌اند، متمرکز است.5  او در حوزه‌ی فعالیت‌های حقوق زنان شناخته شده است و در نشریات مختلف بین‌المللی به عنوان یکی از صداهای فعال زنان افغان در این زمینه معرفی شده و در مباحثات جهانی درباره حقوق بشر مشارکت دارد.46 
مصاحبه‌های عادله محسنی در رسانه‌های مختلف از جمله بی‌بی‌سی فارسی و رسانه‌های افغان و بین‌المللی پوشش داده شده است. او اغلب در مصاحبه‌ها و پنل‌های تخصصی شرکت می‌کند و دیدگاه‌های خود را در مورد چالش‌های پیش‌روی زنان افغان مطرح می‌کند. 7